# Септическая чума
Септическая чума — одна из трёх основных форм чумы. Болезнь вызывается чумной палочкой, грамотрицательной бактерией. Септическая чума является опасной для жизни инфекционной болезнью крови, чаще всего передаётся через укусы от заражённых блох.
Как и некоторые другие формы грамотрицательного сепсиса, септическая чума может вызвать диссеминированное внутрисосудистое свёртывание, и почти всегда заканчивается смертельным исходом при отсутствии лечения (уровень смертности в средневековые времена был 99-100 процентов). Тем не менее, эта форма чумы происходит только в меньшинстве случаев при заражении чумной палочкой (менее 5000 человек в год). В настоящее время является самой редкой из трёх разновидностей чумы.

## Течение болезни
Инфицирование человека иерсинией чаще всего является результатом укуса заражённой блохи или инфицированного млекопитающего, но, как и большинство бактериальных системных заболеваний, болезнь может передаваться через повреждения кожного покрова или путём вдыхания инфекционных капель влаги при чихании или кашле. Если бактерии попадают в кровоток, а не в лимфу или лёгкие, они размножаются в крови, вызывая бактериемию и тяжёлый сепсис. При септической чуме бактериальные эндотоксины вызывают диссеминированное внутрисосудистое свёртывание крови (ДВС-синдром), где крошечные сгустки крови образуются по всему телу, обычно приводя к локализованному ишемическому некрозу, отмиранию тканей из-за недостатка кровообращения и перфузии.
ДВС приводит к истощению ресурсов организма из-за невозможности контролировать кровотечение. Следовательно, несвернувшаяся кровь просачивается в кожу и другие органы, что приводит к красной или чёрной пятнистой сыпи и кровавой рвоте или кровохарканью. Сыпь может вызвать неровности на коже, которые выглядят как укусы насекомых, и, как правило, имеют красный цвет, иногда белые в центре.
При отсутствии лечения септическая чума почти всегда заканчивается смертельным исходом. Лечение антибиотиками снижает смертность до показателя 4-15 процентов. Смерть почти неизбежна, если лечение задерживается более чем на 24 часа, а некоторые люди могут даже умереть в день заражения, причём до появления каких-либо характерных клинических признаков.

## Распространение
Септическая чума вызывается горизонтальной и прямой передачей. Горизонтальная передача является передачей заболевания от одного человека к другому, независимо от соотношения крови. Прямая передача происходит от тесного физического контакта с лицами, воздушно-капельным путём, от прямого укуса блохи или инфицированного грызуна. Наиболее распространёнными носителями-грызунами являются представители семейства зайцевых, такие как кролики.
Самые распространённые носители бактерий в Соединённых Штатах:
- Крысы
- Луговые собачки
- Белки
- Бурундуки
- Кролики

Бактерия встречается у грызунов на всех континентах, кроме Австралии и Антарктиды. Наибольшая частота инфицирования чумой человеком происходят в Африке. Бактерии чаще всего появляются в сельской местности, и везде, где есть плохие санитарные условия, переполненность и высокие популяции грызунов в городских районах. Отдых на свежем воздухе, такой как пешеходный туризм, кемпинг или охота, где могут быть найдены инфицированные чумой животные, повышают риск заражения септической чумой. Также большой риск заражения имеется у людей определённых профессий, например у ветеринаров или у людей другой работы, связанной с животными.

## Симптомы

Септическая форма чумы с поражением конечностей

Обычно симптомами у человека, заболевшего септической чумой, являются:
- Боль в животе
- Кровотечение под кожей из-за проблем свертывания крови
- Кровотечение из носа, рта или прямой кишки
- Диарея
- Лихорадка
- Озноб
- Низкое кровяное давление
- Тошнота
- Дисфункция органов
- Рвота
- Шок
- Некроз ткани (гангрена), что вызывает почернение в конечностях, главным образом пальцев рук, ног и носа
- Затруднённое дыхание

Тем не менее, септическая чума может привести к смерти, не вызвав каких-либо симптомов. Кроме того, вышеперечисленные симптомы являются общими для многих заболеваний человека, и не считаются диагностикой любой формы чумы.
Так как септическая чума может переноситься животными, следующие симптомы  должны обратить на себя внимание эпидемиологов:
- Болезненное опухание лимфатических узлов (с возможными абсцессами)[6]
- Лихорадка
- Воспаление
- Депрессия
- Анорексия
- Рвота
- Дегидратация
- Диарея
- Увеличенные миндалины
- Выделения из глаз
- Потеря аппетита / потеря веса
- Ротовые язвы
- Системная инфекция крови
- Возможный переход в кому

Опять же, это общие симптомы для ряда других заболеваний человека. Надежные результаты дает только бактериологический анализ.

## Диагноз
Врач выполняет медицинский осмотр, который включает в себя опрос больного об истории болезни и возможных источниках заражения. Методы диагностики могут включать в себя:
- Образцы крови (на обнаружение антител)
- Образцы культур жидкостей организма (проверка на наличие бактерий Yersinia pestis)
- Исследование почек и печени
- Проверка лимфатической системы на наличие признаков инфекции
- Изучение жидкостей организма на наличие аномальных признаков
- Проверка на отёчность
- Проверка на наличие признаков обезвоживания
- Проверка наличия лихорадки
- Проверка наличия лёгочной инфекции[6].

## Лечение
Лечение антибиотиками на ранних стадиях болезни является первым шагом в лечении септической чумы у людей. Может быть использован один из этих антибиотиков:
- Стрептомицин
- Гентамицин
- Тетрациклин или доксициклин
- Хлорамфеникол
- Ципрофлоксацин